# Ernst Asper
Ernst Asper war ein Schweizer Hersteller von Automobilen.

## Unternehmensgeschichte
Ernst Asper, der zuvor bei Rochet-Schneider tätig war, gründete 1908 in Dietikon das Unternehmen, das seinen Namen trug, zur Produktion von Automobilen. Der Markenname lautete Asper. Wenig später erfolgte der Umzug nach Küsnacht. 1910 übernahm er Teile der in Liquidation gegangenen Ajax AG. 1911 endete die Produktion. Insgesamt entstanden etwa 30 Fahrzeuge. Ein Fahrzeug wurde nach Österreich exportiert.

## Fahrzeuge
Das Unternehmen stellte Fahrzeuge mit Vierzylindermotoren her. Die Motoren mit 40 PS Leistung waren vorne im Fahrzeug montiert und trieben über eine Kardanwelle die Hinterachse an. Die Getriebe verfügten über vier Gänge. Mit dem runden Kühlergrill ähnelten die Fahrzeuge den Modellen von Delaunay-Belleville und Hotchkiss et Cie.